# Jan Lencznarowicz
Jan Lencznarowicz (ur. 1960) – polski historyk, doktor habilitowany nauk humanistycznych, prof. UJ w Instytucie Amerykanistyki i Studiów Polonijnych Wydziału Studiów Międzynarodowych i Politycznych Uniwersytetu Jagiellońskiego.

## Życiorys
Absolwent VI LO w Szczecinie. Laureat IV Olimpiady Historycznej (1. miejsce). Ukończył studia magisterskie w zakresie historii na ówczesnym Wydziale Historyczno-Filozoficznym UJ. W 1994 r. uzyskał stopień doktora nauk humanistycznych w dziedzinie historii na podstawie pracy Prasa polska w Australii do 1980 roku, obronionej na Wydziale Historycznym UJ. 5 marca 2010 r. uzyskał habilitację na tym samym wydziale na podstawie dorobku naukowego oraz rozprawy Jałta. W kręgu mitów założycielskich polskiej emigracji politycznej 1944–1956.
Jego zainteresowania badawcze koncentrują się na historii polskiej emigracji, Australii oraz narodów i nacjonalizmów.
Od 2015 r. członek zarządu Europejskiego Stowarzyszenia Badań nad Australią. Członek Komitetu Badań nad Migracjami Ludności i Polonią przy Prezydium Polskiej Akademii Nauk (2007–2010) oraz Komitetu Badań nad Migracjami PAN (2010–2014). Od 2008 r. członek Międzywydziałowej Komisji Polskiej Akademii Umiejętności do Badań Diaspory Polskiej.
W latach 1980–1981 członek Niezależnego Zrzeszenia Studentów, członek Komitetu Założycielskiego i delegat do Konwentu NZS UJ.